# Sosa (Eibenstock)
Sosa – dzielnica miasta Eibenstock w Niemczech, w kraju związkowym Saksonia, w okręgu administracyjnym Chemnitz, w powiecie Erzgebirgskreis.
Do 31 grudnia 2010 gmina, wchodząca w skład wspólnoty administracyjnej Eibenstock.

## Współpraca
Miejscowość partnerska:
- Ebensfeld, Bawaria